# A Végtelen Történet
A Végtelen Történet (németül Die unendliche Geschichte) Michael Ende író fantasy jellegű meseregénye, a Momo mellett egyik legnépszerűbb műve, amely először 1979-ben jelent meg, s azóta a gyermek- és ifjúsági irodalom klasszikusává vált. Megjelenése évében a Buxtehude-bullával, egy évvel később pedig az Ezüst Íróvesszővel és a Wilhelm Hauff-díjjal tüntették ki.
Magyar fordítása Hárs Ernő munkája (a német kiadással összhangban A-tól Z-ig alcímmel). Magyarországon a könyv 1985-ben jelent meg először (ISBN 963-07-3461-3), s ezt számos újabb, változatlan kiadás követte.
A könyv német eredetijét több mint 30 nyelvre fordították le: angol (rövidítve és teljes egészében), arab, bolgár, brazil és portugáliai portugál, cseh, dán, eszperantó, észt, finn, francia, görög, holland, horvát, izlandi, ivrit, japán, kínai, koreai, lengyel, lett, litván, magyar, norvég, román, olasz, orosz, spanyol, svéd, szerb, thai és török nyelvre.

## Szerkezete
A regény két szálon halad, ezért szövegét a legtöbb kiadásban nem feketével, hanem két különböző színnel nyomták: pirossal a „való világunk”, kékeszölddel pedig „Fantázia” történéseit olvashatjuk benne. Minden fejezet egy egész oldalas, gazdagon díszített iniciáléval indul, a latin ábécé szerint A-tól Z-ig terjedően. A mű egy cím nélküli bevezetőből és 26 fejezetből áll, s az egyes fejezetek első szavának kezdőbetűit az iniciálék adják. A könyv komplett formáját a szerző Roswitha Quadflieg illusztrátorral együtt dolgozta ki.
Ende regénye egyfajta „könyv a könyvben”. A regényt olvasó főszereplő, Barnabás története egyre szorosabban összefonódik a könyvben leírt Fantázia történetével, így a szerző lassan és szinte észrevétlenül mossa egybe az olvasó világa és a regénybeli világ közti határvonalat.

### Fejezetek
| (Bevezető) | MUIRÁVKITNA dárnoK yloráK idnároK :sonodjaluT |   |  |        |                                          |   |
| I.         | Fantázia bajban van                           | A |  | XIV.   | Góba, a Színek Sivataga                  | N |
| II.        | Atráskó elhivatása                            | B |  | XV.    | Szörszörény, a Tarka Halál               | O |
| III.       | A Vénséges Morla                              | C |  | XVI.   | Amargant, az Ezüstváros                  | P |
| IV.        | Igramul, a Tömérdek                           | D |  | XVII.  | Sárkány Hős Hibornak                     | Q |
| V.         | A Másodmagák                                  | E |  | XVIII. | Az aharárik                              | R |
| VI.        | A Három Mágikus Kapu                          | F |  | XIX.   | Az útitársak                             | S |
| VII.       | A Hallgatás Hangja                            | G |  | XX.    | A Látó Kéz                               | T |
| VIII.      | Söpredékországban                             | H |  | XXI.   | A Csillagkolostor                        | U |
| IX.        | Kísértetváros                                 | I |  | XXII.  | Az Elefántcsonttorony körül vívott csata | V |
| X.         | Repülés az Elefántcsonttoronyba               | J |  | XXIII. | A Régi Királyok Városa                   | W |
| XI.        | A Kislány Királynő                            | K |  | XXIV.  | Ujuóla asszony                           | X |
| XII.       | A Vándorló Hegy Öregje                        | L |  | XXV.   | A Betemetett Képek Bányája               | Y |
| XIII.      | Perelin, az Éjvadon                           | M |  | XXVI.  | Az Élet Vize                             | Z |

## Cselekménye
|  | Alább a cselekmény részletei következnek! |

### (Bevezető)
Bux Barnabás Boldizsár (Bastian Balthasar Bux) egy kövér, iksz-lábú, savószínű arcú, tíz-tizenegy éves forma fiú, aki egy novemberi reggelen nagy sebbel-lobbal bemenekül egy antikváriumba. A tulajdonos, Korándi Károly Konrád (Karl Konrad Koreander) el akarja zavarni, mivel nincs gyerekeknek való könyve, és amúgy sem szíveli a gyerekeket. Elbeszélgetnek, kifaggatja a fiút. Kiderül, hogy az sem a tanulásban, sem a sportban nem jeleskedik, s társai előszeretettel gyötrik és gúnyolják. Bevallja, hogy igazából csak egyetlen dologhoz ért: fantáziáján alapuló történetek kitalálásához – ezt azonban senki sem értékeli. Édesanyja meghalt, így apjával él, aki pedig nem sokat törődik vele. Amikor Korándi úr telefonja megszólal, az éppen olvasott könyvét az asztalon hagyja. Amint Barnabás megszemléli a könyvet, melynek címe A Végtelen Történet, az a szó szoros értelmében rabul ejti őt. Barnabásnak ugyanis mindene az olvasás, s úgy érzi, ez az a könyv, amire világéletében vágyott. De mivel – úgy gondolja – a tulajdonos semmiképp sem adná el neki, hirtelenjében ellopja a könyvet. Az iskolából már elkésett, hazamenni nem mer, úgyhogy az iskola padlásán rejtőzik el, az ott tárolt limlomok között, és nekilát olvasni.

### Fantázia bajban van
Fantázia egy erdejében, a Zengerdőben négy hírnök találkozik egymással. Személy szerint jelen van egy lidérc, egy sziklaevő óriás, egy éji manó és egy fikarc. Mindnyájan a Kislány Királynőhöz (Kindliche Kaiserin – szó szerint „Gyermeki Császárnő”) igyekeznek, ugyanazzal az üzenettel: a birodalom újabb és újabb területein jelenik meg és folyamatosan terjed egy különös jelenség, a Semmi, amelybe belenézni olyan, mintha megvakulna az ember, és amit a jelenség megközelít, azt menthetetlenül magába húzza.

### Atráskó elhivatása
A követek a királynőhöz megérkezve azzal szembesülnek, hogy Fantázia más területein is pusztít a Semmi. Kiderül, hogy maga a Kislány Királynő is súlyos beteg, és csak gyanítható, hogy a két esemény összefügg egymással. A leghíresebb orvos, a kentaur Chairon sem tud segíteni rajta, ezért úgy döntenek, hogy elküldenek egy bátor lényt a Nagy Keresésre, hogy felderítse a betegség és a Semmi terjedésének okát.
A kiválasztott lény Atráskó (Atréyu), egy fiú a füves-tengeri nomád lovas népből. Chairon épp az őt beavató vadászat közben érkezik meg hozzá az üzenettel, amikor Atráskó éppen megölné a nagy bíborbivalyt, s ezzel végre felnőtté válna az avatás során. Ő mégis elvállalja a királynő megbízatását, és hűséges lova hátán elindul a keresésre. Ennek során AURIN (Auryn), a Kislány Királynő személyes amulettje védi és vezeti őt, melynek neve „a Fény”, vagy „Ékszer”, s amelyet Fantázia minden lénye ugyanúgy tisztel, akár a királynőt. Ezen a jelvényen ugyanaz a jel látható, mint Barnabás könyvén: két kígyó egymás farkába harap, miközben egy ovális formát képeznek.
Fantázia egy távoli részén, ezzel a találkozással egyidőben megszületik a sötétségből egy farkasszerű lény, és Atráskó nyomába ered.
Barnabás élvezettel olvassa a regényt, s minden apró részletét elképzeli. Az iskolában eközben zajlik az élet, egyik óra a másik után, melyekről a fiú elmarad, s hallja a többiek zsibongását a szünetben. Igyekszik beosztani uzsonnáját, mert nem tudja, meddig fog időzni a padláson. A toronyóra ütése jelzi számára minden órában a múló időt.

### A Vénséges Morla
Atráskó hosszú vándorlás után személyesen is megismeri a Semmi rémisztő valóságát: három kéregrémmel találkozik, akiket a Semmi megcsonkított. Elvezetik őt arra a helyre, ahonnan rálát az iszonyú valóságra. A bíborbivaly, melyet végül nem ölt meg, újra meg újra megjelenik álmában, s egyik éjjel tanácsot ad: keresse meg a Vénséges Morlát a Szomorúság Ingoványában. Így is tesz. Lovacskája nem tudja elviselni a mocsárból áradó lehangoltságot, és odavész. Atráskó is csak a bűvös jelvény révén tud eljutni Morlához, egy ősöreg teknőshöz, aki már minden iránt elvesztette érdeklődését, és Fantázia sorsa, saját élete-halála sem érdekli többé, de nagy nehezen sikerül kihúznia belőle, hogy kérdésére Jajulála adhat választ a Déli Jósdában – ez azonban oly messze van, hogy tízezer nap alatt se érne oda.

### Igramul, a Tömérdek
Továbbhaladva egy száraz sziklasivatagba vetődik, s ott a Mély Szakadékban egy óriás lényt lát, Igramult, melynek testét sok ezer rovar alkotja, s amely épp egy gyöngyházfényű, bronzszínű hangú szerencsesárkányt ejtett el a hálójában, Fuhurt, és arra készül, hogy elkábítsa mérgével. – Barnabás a szörny leírásától megrémülve halkan felkiált, s a következő sorban azt olvassa: kiáltás hallatszott a szakadék felett. Nyugtalanul veszi tudomásul az egybeesést. – Atráskó szeretné megmenteni a sárkányt, hátha a jósdába is elrepülhet vele, Igramul azonban csak az Ékszer láttán árulja el Atráskónak a titkát: akibe belejuttatja mérgét, az kívánsága szerint bárhová eljuthat Fantáziában, de csak egy órája marad. Atráskó – jobb híján – beleegyezik, s a szerencsesárkánynak is sikerül meghallania a titkot, így vele tart a Déli Jósdához.

### A Másodmagák
Megérkezvén két pöttöm gnóm, a Másodmagák veszik gondjaikba a jövevényeket: a nő (Urgula) javasasszony, meggyógyítja őket, a férfi (Szűkmók) pedig a jósda titkát kutatja időtlen idők óta, és tanácsokkal látja el Atráskót. A fiú megnézi Szűkmók obszervatóriumát.

### A Három Mágikus Kapu
A Déli Jósdába három mágikus kapun lehet eljutni. Az első a Nagy Rejtély Kapu: két óriási, kifürkészhetetlen arcú szfinx őrzi, akik teljesen megjósolhatatlan módon, ismeretlen elvek alapján engednek át egyeseket, és bénítanak meg másokat tekintetükkel, melyben a világ minden rejtélye benne van. A második a Varázstükör Kapu: csak egy tükörből áll, amely az ember belsejét tárja föl – sokan ordítva menekülnek előle, de a többiek is megtorpannak a látványtól. A harmadik pedig a Kulcsnélküli Kapu: átjutni csak az képes rajta, akinek sikerül teljesen lemondania róla, hogy átjusson. A Déli Jósdában lakó Jajuláláról eddig egyetlen látogató sem volt hajlandó beszámolni a kutatónak.
Atráskó is nekivág, hogy felkeresse a jósdát. Az első kapun átengedik a szfinxek; a második kapuhoz érve a tükörben egy padláson ülő, könyvet olvasó, kövérkés, sápadt arcú fiút pillant meg – minden részletében pontosan olyat, mint Barnabás! Ő ennek láttán megpróbálja bebeszélni magának, hogy csak véletlenről lehet szó, bár titkon reméli is, hogy tudnak róla Fantáziában. – Atráskó a kapun áthaladva elfelejti szándékait és céljait, hallatlan könnyedség és derű lesz rajta úrrá. Mintegy véletlenül kukkant be a harmadik kapun, majd belép.

### A Hallgatás Hangja
Egy irdatlan oszlopcsarnokban találja magát. Lebegő énekhangot hall, Jajulálát, a Hallgatás Hangját, aki versben szól, és csak a verset érti. Atráskó megtudja tőle, hogy nem sok van hátra neki, mert a Kislány Királynő nagybeteg, és Fantáziát s vele együtt Jajulálát is hamarosan fölemészti a Semmi. Akkor gyógyulhat meg a királynő, ha új nevet adnak neki, mégpedig a kinti világból valaki, mivel Fantáziában senki sem képes újat alkotni. A Kislány Királynő is annak révén maradhatott fenn, hogy a Fantáziába eljutott emberek időről időre új nevet adtak neki, de egyre kevesebben vannak, akik hisznek benne, így eljutni sem igen akarnak oda; az átlépés azonban csak számukra lehetséges, a fantáziabelieknek annál kevésbé. – Atráskó a rímfaragás fáradságától és a zsongó daltól elálmosodik és elalszik. Arra ébred, hogy a Déli Jósda eltűnt, a szfinxek mintha soha nem is léteztek volna, és közeledik a Semmi. A pöttöm gnómpár költözni kényszerül, s a felépült sárkány hátán Atráskó is útra kel.

### Söpredékországban
Atráskó javaslatára megpróbálnak eljutni Fantázia határához, hogy keríthessenek valakit a kinti világból; a sárkány viszont azt tanácsolja, mielőbb térjenek vissza a hírrel a királynőhöz. Tervüket négy szélóriás viadala hiúsítja meg, és a fiú megtudja tőlük, hogy Fantázia határtalan. Ő azonban egy széllökésnél lezuhan a sárkány hátáról, és Söpredékország partján találja magát. Jelvénye elveszett. Egy őrültekből álló menet halad el mellette: a Semmi felé tartanak, hogy véget vessenek életüknek; Atráskó is csak hajszál híján menekül meg tőle, hogy magába rántsa.

### Kísértetváros
Elmenekülve Kísértetvárosban találja magát, ott pedig Gomorra, a farkasemberre lel, aki most leláncolva fekszik egy elhagyatott ház udvarán. Ő volt az, aki egészen a Mély Szakadékig loholt a nyomában, de a fiú nem fedi fel magát előtte, hanem megpróbálja kiszabadítani (mivel a Kislány Királynő előtt minden lény egyenlő), de képtelen rá.
Gomor végtelen gonoszsága, mint megtudja, abból fakad, hogy nincs saját világa; Fantáziában fantáziás alakot ölt, az emberek között pedig emberit. Fantázia lakói Gomor szerint csak úgy juthatnak át az emberi világba, ha beleugranak a Semmibe; az emberek világában viszont más alakot vesznek fel, mely által többé nem lehet különbséget tenni látszat és valóság között: hazugság lesz belőlük. Káprázattá, téveszmékké, félelemmé, sorvasztó vágyódássá, oktalan kétségbeeséssé válnak, és többé nem lesznek önmaguk. Őmiattuk gyűlölik és akarják elpusztítani az emberek Fantáziát, s növelik a hazugságok özönét, amelyek Fantázia egykori lényeiből erednek, akiknek ott az élő holttestek látszatéletét kell élniük, öntudatlanul megmérgezve az emberek lelkét. S ha nem hisznek már Fantázia létében, nem is akarják többé meglátogatni, így pedig a hazugság, a hamis eszmék könnyen uralomra törnek felettük, s az emberek manipulálhatókká válnak.
Atráskó megsemmisülten veszi tudomásul, hogyan csökken az esélye annak, hogy ez az ördögi kör megszakadjon (amelyben Gomornak is tevékeny része volt), Barnabás pedig eltökéli magában, hogy bármibe is kerül, elmegy Fantáziába. Atráskó bevallja a farkasembernek, hogy ő volt az, akinek felkutatásával megbízták; Gomor üvöltő ordítással felnevet, és kimúlik, de halálában is megragadja az óvatlan fiú lábszárát. A Semmi eközben egyre közelebbről keríti be a várost.

### Repülés az Elefántcsonttoronyba
Fuhur időközben megleli AURIN-t a tengerben, és – szerencsesárkány lévén – sikeresen ráakad gazdája nyomára is. A jelvénnyel kiszabadítja a harapás fogságából (csak ez a harapás menti meg őt a közelítő Semmitől), és rohamtempóban megindulnak Fantázia legbelső középpontja, a Kislány Királynő palotája felé. Ez a labirintussal körülvett Elefántcsonttorony, amelynek csúcsán, a magnóliapavilonban trónol az uralkodó, ahová senki nem juthat fel, csak a királynő ajándékaként. Mint Fuhur elmondja: a Kislány Királynő (illetve ahogy a találkozáskor szólítani kell: a Kívánságok Aranyszemű Királynője) kortalan, Fantázia minden lénye felett hatalma van, de sohasem él ezzel a hatalmával; minden lényt az ő létezése éltet, noha senki sem tudja, valójában kicsoda.

### A Kislány Királynő
Amikor Atráskó belép hozzá – tízéves, szelíd, tündöklően gyönyörű kislánynak látszik, de hosszú haja fehér, mint a hó –, Barnabással olyan történik, ami még soha: nemcsak elképzeli magában, amit olvas, hanem egy pillanatra valóságosan felvillan előtte a Kislány Királynő arca, ő pedig visszatekint rá. A fiúban nyomban megszületik a királynő új neve: Holdgyermek.
Atráskó elkeseredetten vallja be, hogy küldetése kudarccal járt; a Kislány Királynő azonban mosolyogva árulja el, hogy minden látszat ellenére teljesítette a megbízatást: magával hozta útja során a megmentőt, akit az imént meg is pillantott. A fiúnak nem azért kellett elindulnia a Nagy Keresésre, hogy megtudja a válaszokat Morlától és Jajulálától, mivel ezeket a királynő már kezdettől fogva tudta – hanem mert csak egy kalandokkal, csodákkal és veszedelmekkel teli, hosszú történettel hozhatta el Fantáziába a megmentőjüket. Atráskó megtudja, hogy (Gomor szavaival ellentétben) az emberek is átmehetnek Fantáziába, és megváltozva térhetnek vissza a saját világukba; látóvá válnak, és mindkét világot meggyógyíthatják. Az új névre azért van szüksége a királynőnek, mert csak az igazi név adja meg minden lénynek és dolognak a valódiságát.
Már csak egyetlen lépés van hátra: hogy a megmentő kimondja az új nevet, és belépjen Fantáziába. Barnabás azonban habozik: fél az átmenettől, fél Fantázia rémségeitől, és fél attól, mit szólnak majd az ő előnytelen külsejéhez. A Kislány Királynő ezért az utolsó eszközhöz folyamodik: felkeresi a Vándorló Hegy Öregjét, a legendák övezte lényt, aki mindent folyamatosan feljegyez, ami történik. Őt nem lehet keresni, csak megtalálni (hogyha létezik); s ha megtalálják, akkor létezni is fog. A királynő az őt szolgáló hét láthatatlan hatalom közül hárommal elbocsátja pihenni Atráskót és Fuhurt, ő pedig a megmaradt négy hatalmával nekiindul, irány és útmutatás nélkül, az Öreghez.

### A Vándorló Hegy Öregje
A Sors-hegységben, az örök jég honában rá is lel a fennsíkra, ahol egy hegyen, egy ház nagyságú tojásban él a Vándorló Hegy Öregje. A létrának minden foka óva inti őt, be ne térjen, de a királynő nem tántorodik el. Az öreg szüntelenül ír mindent, ami történik – s mindaz, amit feljegyez, megtörténik – egy könyvbe, mely maga Fantázia, annak minden lakójával. Azáltal, hogy a királynő visszatér a dolgok kezdetéhez, önmagába zárja Fantáziát (akár a két kígyó, mely egymás farkába harap), tudván, hogy csak emberfia lehet, aki a létrejövő örök körforgást megszüntetheti. A történet újrakezdődik, s döbbenten ismer magára benne Barnabás: belép az antikváriumba, beszélgetni kezd a tulajdonossal, ellopja a könyvet, és így tovább. Barnabást sokkolja az élmény, megrémül, halottnak teteti magát, de amint olvassa az újból elhangzó történetet, egészen addig, amíg a Kislány Királynő ismét felkeresi a Vándorló Hegy Öregjét, aki újrakezdi a mesélést, a fiú megadja magát, elkiáltja a nevet, a tojás héja darabokra hullik, mennydörgés és szélvihar támad, a toronyóra tizenkettőt üt, s a szélvihar magával ragadja Barnabást.

### Perelin, az Éjvadon
Teljes sötétségben találja magát, bársonyos melegben. Hamarosan meghallja a királynő hangját, akinek immár Holdgyermek a neve. Megtudja tőle, hogy Fantázia csakis az ő kívánságaiból támadhat újjá, mert csak egyetlen homokszem maradt fenn belőle. A homokszemből Barnabás fantáziája révén izzó, folytonosan burjánzó őserdő kerekedik, melynek Perelin, az Éjvadon nevet adja. Barnabás örömmel ébred rá, hogy az átmenet során karcsú és megnyerő, előkelő ifjú alakját nyerte, nyakában pedig AURIN-t fedezi fel: Holdgyermek ráruházta a Fantázia feletti hatalmat! A medalion hátlapján négy rövid szót fedez fel: „Tedd azt, amit akarsz”. Bár az értelmüket még nem fogja fel, nekilát felderíteni az őserdőt.

### Góba, a Színek Sivataga
A barangolás közben újabb kívánsága teljesül: hogy erős legyen. Amint megvirrad, azt tapasztalja, hogy az óriás növények szétporladnak alatta, s hamarosan csak homokbuckák maradnak, melyek mindegyike a milliónyi színárnyalat más-más formájában pompázik. Ez Góba, a Színek Sivataga nevet kapja. A tüzes forróságot csak újonnan támadt, hallatlan akaratereje révén viseli el, s hogy el ne pusztuljon nyom nélkül, nevének kezdőbetűit („B B B”) egy domb lejtőjére írja. Újabb vágya születik: valami olyan kalandban legyen része, amihez őrült bátorság kell, mint például egy veszélyes, de egyúttal gyönyörűséges lényt megismerni. A kívánság nyomban alakot is ölt: cikázó tűzgolyó formájában felbukkan a látóhatáron egy hatalmas oroszlán, a sivatag ura: Szörszörény, a Tarka Halál. Mivel ezermérföldes körzetben minden lény hamuvá égne körülötte, teljes magányban él, és magával hordja a sivatagot; Barnabás is csak AURIN révén maradhat életben mellette.
Magával viszi a fiút palotájába, ahol egy helyiség időtlen idők óta várja őt; az oroszlán pedig egyre gyöngül, leheveredik, s az éjszaka beköszöntével egy borzalmas kiáltás kíséretében megkövül. Barnabás elkeseredve figyeli az eseményeket.

### Szörszörény, a Tarka Halál
Perelin, az Éjvadon újból növekedésnek indul, reggel pedig az oroszlán ébredésekor ismét porrá válik – így érti meg Barnabás, s rajta keresztül Szörszörény, miért kell minden éjjel meghalnia, s hogy léte összetartozik Perelinnel. Kardot ad a fiúnak, amely öröktől fogva rá várt, ő nevet ad neki (Kamonda), így az övé lesz. Csak az érintheti, aki evett és ivott a Tarka Halál tüzéből, és megfürdött benne. Veszély esetén magától a kezébe ugrik, de ha erővel akarná kihúzni, nagy bajt zúdít önmagára és egész Fantáziára; meg kell ígérnie, hogy erre nem kerül sor. Megtudja, hogy az előző nap újjászületett Fantázia múltjával együtt jött létre: Szörszörény és a sivatag is öröktől fogva létezett. Minden csak akkor születik meg, ha kíván valamit, és kívánságával azt alkotja meg, ami a kezdetektől fogva létezett.
Barnabás szívesen tölti idejét az oroszlánnal, de mint megtudja, meg kell találnia következő kívánságát, mely által új helyre juthat; minden „közel” és „távol” csak a kívánságától függ. Új helyre pedig a Tízezerajtajú Templom révén kerülhet, melynek bármely közönséges fantáziabeli ajtó ajtaja lehet egy adott pillanatban. Visszatérésre nincs mód belőle, és kijutni is csak annak lehet, aki végül ráébred, hogy mit kíván. A „Tedd azt, amit akarsz” szavak sem azt jelentik, hogy az ember bármit megtehet, amihez kedve van, hanem hogy a Valódi Vágyát kell megtalálnia és követnie, aminél semmi sem nehezebb – tudja meg az oroszlántól. Ez a saját legmélyebb titka, amelyről maga sem tud, és a hozzá vezető úton a legeslegkönnyebb egyszer s mindenkorra eltévedni. Megszületik benne az új vágy: társakra találni és elismerést szerezni. És ahogy kívánsága testet ölt, az egyik éjszakán a Tízezerajtajú Templom ajtaja is feltárul előtte.

### Amargant, az Ezüstváros
Belép. Az épület hatszögletű szobákból áll, minden szobában három ajtóval, ahol a bejárati ajtón kívüli két másik ajtó mindig hasonlít egymásra, ám egy lényeges vonásban eltér. Hosszasan bolyong benne, míg végül rádöbben, hogy Atráskót szeretné viszontlátni. Új vágya a döntéseit is meghatározza, s hamarosan a szabadban találja magát. Az ajtón visszanézve csak egy szűk kis kápolnabelsőt pillant meg, amely e pillanatra kijárattá vált. Elindulva lovagokkal találkozik: Hős Hiborral, valamint szerelmével, Oluda hercegnővel, és a hős barátaival: Hiróttal, Hiszárral és Hikarral, s velük együtt a közeli ezüstvárosba, Amargantba indul. Itt hamarosan a legkiválóbb lovagok mérik össze erejüket, hogy kiválasszák, ki indulhat el az expedíción, amely megkeresi a valahol Fantáziában tartózkodó Megmentőt. A verseny szervezője Querdobán, az Ezüstagg, a versenyzők kiválasztását pedig Atráskó intézi. Hős Hibor leginkább Oluda hercegnő miatt szeretne győzni, aki csak a hősök hősét választja férjül, de a Megmentő felkutatása nem túlzottan érdekli. Barnabás kilétét csak egy szerény kis szamáröszvér, Nyiha fedezi fel, de a fiú kérésére titokban tartja.
A szépséges ezüstvárost Szumru, a Könnyek Tava veszi körül, mely az ezüstön kívül minden más anyagot szétmar. A verseny hosszú küzdelmei során Hirót az Erősek leghatalmasabbjának, Hiszár a fürgék legügyesebbjének, Hikar pedig a Szívósak legkitartóbbjának bizonyul, Hős Hibor azonban mindhármukat egyszerre legyőzi. Barnabás viszont őt is kihívja, és káprázatos győzelmet arat fölötte, nem utolsósorban bűvös kardja, Kamonda révén. Atráskó felismeri a győztes szeméből, hogy ő nem más, mint maga Barnabás, így a keresőexpedícióra sincs szükség. Soha nem látott ünneplés fogadja őt.

### Sárkány Hős Hibornak
Atráskó elmondja Barnabásnak, hogy amikor a Varázstükör Kapuban látta őt, még kövér volt és sápadt; Barnabás viszont úgy emlékszik, mindig is olyan volt, mint most. Atráskó meglepődve veszi tudomásul, hogy most Barnabás viseli AURIN-t, s így Barnabás szükségét érzi, hogy bebizonyítsa: olyan tehetsége is van, amit nem az Ékszernek köszönhet, s amire a jelvény birtokában sem lenne képes senki más: történeteket kitalálni. Az amargantiaknak gazdag ugyan a mesekincsük, de véges. A fiú felajánlja, hogy nekik adja minden történetét egyetlen történet formájában, amely az amarganti könyvtár történetét mondja el. Ebből megszületik a város őstörténete: az örök-síró aharárik mosták ki a földből rútságuk feletti sírásukkal az ezüstöt, és ők készítették a legcsodálatosabb filigránmunkával a várost, közepén a könyvtárral, amely Barnabás összes történetét őrzi. Mindezt a lakók a valóságban is megtapasztalják. A fiú a bejáratot őrző kő feliratát is megfejti, amely egyetlen pillanatban százévnyi fényt képes kisugározni. Nevet ad neki (Al’Csahir), és feltárul előtte a könyvtár.
A három lovag hűséget fogad Barnabásnak. A fiú, hogy Hős Hibor kimutathassa hősiességét, egy újabb mesével rémes, repülő szörnyet alkot számára, aki elrabolta Oluda hercegnőt, s akit csak válogatott nehézségek árán tud majd elpusztítani. – Atráskó ráébreszti Barnabást, hogy előbb-utóbb haza kell térnie, hogy meggyógyítsa saját világát, s elindulnak, Barnabás Nyiha hátán.

### Az aharárik
Útjukat, bár Barnabásnak ekkor még nincs fogalma róla, a fiú vágyai határozzák meg, és mivel szíve mélyén az Elefántcsonttoronyba vágyik, arra tartanak. Barnabás rádöbben, mekkora felelősség nyugszik a kezében, s hogy tetteinek hosszú távon is hatása van. Rémséges szörnyek létrehozója helyett inkább „Nagy Jótevőként” szeretne bevonulni Fantázia történetébe.
Atráskó nyugtalanul veszi észre, hogy Barnabás egyre kevesebbre emlékszik abból, amit maga mesélt neki korábbi életéről, s egyre kíváncsibb lesz Barnabás múltjára, amely napról napra töredékesebbé válik, ezáltal Barnabás is egyre csökkenő eséllyel térhet vissza oda, ahonnan jött. Atráskó azt is felismeri, hogy Barnabásnak mindig akkor esik ki egy-egy újabb emléke, amikor kíván valamit AURIN-nal: a jelvény megmutatja neki az utat, de elveszi előle a célt.
Egyik éjjel, egy barlangban megszállva az aharárik csukladozó sírására ébrednek. Barnabás megkönyörül szégyenükön és nyomorúságukon, és azt kívánja: váljanak reggelre pillangókká, aharárikból salabókokká, örök-sírók helyett örök-nevetőkké. Barnabás boldog tudattal hajtja álomra fejét, de reggelre kelve azt látja, hogy a bolondos pillangók nekiálltak szertelenségükben elpusztítani minden ezüstöt, amit az aharárik keserves munkával hoztak elő a földből és formáltak törékeny filigránná. A fiú rádöbben: nem olyan egyszerű jót cselekedni.

### Az útitársak
Barnabásnak újabb emlékei tűnnek el, Atráskó pedig azt indítványozza: ne használja többé a jelvényt. Barnabás azonban nemcsak felejt, hanem egyre kevésbé kíván hazatérni, és rossz néven veszi barátja tanácsát. Az utazók azt veszik észre, hogy akárhogy is próbálnak tájékozódni, mindig ugyanoda lyukadnak ki. Nyiha, a szamáröszvér árulja el a fiúnak a jelenség okát: mióta Barnabás nem kíván semmit, Holdgyermekhez sem kíván eljutni, így nem is juthatnak előbbre. Barnabás ezért kihirdeti, hogy az uralkodó lesz az úti céljuk. Ezt a többiek megütközéssel fogadják, mivel a királynővel mindenki csak egyszer találkozhat életében, ám a fiú ragaszkodik tervéhez, mondván: vissza kell neki adnia a jelvényt. – Számos különös, új jövevény csatlakozik a társasághoz, akik mind a legnagyobb tisztelettel köszöntik Barnabást.

### A Látó Kéz
Útjuk kísérteties, vészjósló vidék felé vezet, amelyet húsevő növények vesznek körül. Barnabás rossz néven veszi, hogy a többiek tanácsokkal traktálják őt, mint egy gyermeket. Új kívánsága: hogy veszélyes és félelmetes legyen. Abba sem egyezik bele, hogy letérjenek az útról, noha megtudja, hogy itt, a Látó Kézben él Fantázia leghatalmasabb és leggonoszabb varázslónője, Xaida. Atráskó a Barnabásban lezajlott negatív változások nyomán azt javasolja, adja át neki AURIN-t, mert neki nem volt ártalmára; ő megkereshetné Barnabás számára az utat, s így visszajuthatna a saját világába. Barnabás azonban féltékenységnek véli a gesztust, és közli, hogy nem is kíván hazatérni többé.
Az útitársakat közben támadások érik, néhányukat lefegyverzik és elhurcolják. A Látó Kéz úrnője megadásra szólítja fel Barnabást, hogy rabszolgaként szolgálja őt, s ha ellenkezne, akkor barátai másnap reggel kínhalált halnak. Azt a tervet eszelik ki, hogy látszólag elvonulnak, de páran közülük titokban kiszabadítják a foglyokat. Atráskó – Fuhur segítségével – Barnabás álcájában magához csalogatja az őröket, miközben a valódi Barnabás felmászik a várba, és behatol. Rátalál a rabokra, kiszabadítja őket, s a rájuk támadó őröket az észvesztő gyorsasággal pergő Kamonda révén pusztítja el. Mint kiderül, a hatalmas őrök csupán páncéllemezekből állnak, belsejük pedig teljesen üres. A fiú felkeresi végül varázstermében Xaidát: tekintete talányosan és zavarba ejtően fénylik. A nő aláveti magát a fiúnak, és felajánlja, hogy tanulni fog tőle – sikeresen leveszi a lábáról Barnabást –, így a fiú elfogadja szolgálatát, és magával hívja a királynőhöz.
A félrevonult tábor mellé, mint kiderül, Xaida még előző éjjel elküldött a maga számára egy hintót a rejtelmes fekete hordozókkal. Atráskó felismeri, hogy minden Xaida tervei szerint alakult, és Barnabás győzelme csak látszólagos, de mikor ezt a fiú tudomására adja, ő felháborodva utasítja vissza, hogy „elvitassa győzelmét”; elküldi barátait, így ők a menet végén haladnak tovább.
Barnabás egyre szorosabb kapcsolatot épít ki a magát teljesen megadó varázslónővel, és megtudja tőle, hogy fekete páncélú őreit nem más irányítja, mint az akarata, mégpedig azáltal, hogy üresek. Xaida lebeszéli róla a fiút, hogy hű öszvére hátán lovagoljon, s ő valóban el is bocsátja állatát. Egy övvel is megajándékozza Barnabást, mely láthatatlanná teszi: a fiú nevet ad neki (Özlár), így a sajátja lesz. A nő kioktatja, hogy még mindig túl fontos neki a barátság, és elhinti benne a gyanút, hogy Atráskó el akarja rabolni tőle a jelvényt.

### A Csillagkolostor
Barnabásban új kívánság születik meg: ő akar lenni Fantáziában a legnagyobb bölcs, mindenen felül álló, megközelíthetetlen és érzés nélküli. Nemsokára hat jókora bagoly keresi fel őt, akik felkérik, segítsen uraiknak, a három Mélyen Töprengőnek választ adni nagy kérdésükre. Barnabás magával hívja Atráskót és Xaidát, s velük együtt meglátogatja a Gigán Csillagkolostort, a Tudás szerzeteseinek lakhelyét. A három Mélyen Töprengő közül Uzsdunak, a Sejtelem Anyjának bagolyarca van, Sikrió, a Látás Atyja sasfejet visel, Jizsópnak, az Okosság Fiának pedig rókafeje van. Három egymást követő napon teszik fel három kérdésüket: „Micsoda Fantázia?” – Barnabás válasza: „Fantázia a Végtelen Történet.” „Hol van ez a Végtelen Történet megírva?” – „Egy rézszínű selyembe kötött könyvben.” „Hol található ez a könyv?” – „Egy iskolaépület lomtárában.” A bölcsek nem értik meg a választ, és arra kérik a fiút, engedje látniuk az igazságot. Barnabás ezért másnap a kolostor kupolájának tetején előveszi az Al’Csahir követ, melyet Amargantból hozott, kimondja visszafelé a nevét, és az, amint szétsugározza százévnyi fényét egy vakító pillanatig, felmutatja a lomtárat, ahol a Végtelen Történet található. A három bölcs pedig ezek után újabb nézeteltérésre jut abban, melyik kitömött lényt látták a lomtárban: sast, baglyot vagy rókát. Barnabás magukra hagyja őket a válasszal, miszerint mindhármuknak igaza van – s ezzel megveti egy sok-sok évvel későbbi újabb véleménykülönbség alapját.

### Az Elefántcsonttorony körül vívott csata
Menetük már egészen megközelíti az Elefántcsonttornyot, de arról értesülnek, hogy a Holdgyermek nincs a toronyban, és senki nem tudja, hol lehet. Barnabás felcsatolja oldalára a bűvös övet, és láthatatlanul felkeresi Atráskót és Fuhurt. Megtudja, hogy barátja el akarja lopni tőle a jelvényt, így csapdát állít nekik, és reggelre el is fogja őket, s örökre száműzi kettejüket. Xaida elismeréssel nyugtázza tettét, és meggyőzi róla Barnabást, hogy a királynő örökre elhagyta Fantáziát, és nem más, mint Barnabás lesz az utódja – hiszen ő mentette meg és alkotta újra a birodalmat –, s épp ez a fiú Valódi Vágya. Ő nekiáll, hogy elfoglalja a palotát, és megpróbál feljutni a torony csúcsát képező magnóliapavilonba, de oly meredek a fala, hogy kudarcot vall. Megparancsolja, hogy vágjanak bele lépcsőket, s a tanácsadók reszketve bár, de engedelmeskednek. Fantázia minden országába elküldi a hírt, hogy meghívja egy-egy képviselőjüket koronázási ünnepélyére. Megkísérli Holdgyermeket is megidézni, de nem jelenik meg. A magnóliapavilonba való behatolás minden kísérlete kudarcba fullad. A hírnökök azzal a hírrel térnek vissza Fantáziából, hogy sokan megtagadják a részvételt, sőt lázadást terveznek. Xaida leszámolásra buzdít.
A koronázási ünnepség hosszas ceremóniája közben megérkezik a lázadók serege, és hosszas csatákban ütköznek meg Barnabás seregével. Atráskóéknak sikerül bevenniük az Elefántcsonttornyot, és Barnabással is szembekerül. Kamonda nem segít neki Atráskó ellen harcolni. Ő erővel húzza ki, ám dermesztő csikorgás jelzi számára, hogy megszegte Szörszörénynek tett ígéretét. Atráskó megsérül, serege menekülni kezd, Barnabás viszont nem boldogságot, csak keserűséget érez a győzelemtől. Az Elefántcsonttorony, mint valami máglya, fokozatosan összeomlik, a magnóliapavilon szirmai tágra nyílnak, és látni engedik, hogy üres belül – majd elnyelik a lángok. Barnabás elszáguld egy fémparipa hátán az éjszakába.

### A Régi Királyok Városa
Paripája egy ponton azonban széthullik alatta, s a fiú egy különös, kusza városba kerül, mely egészében az őrület benyomását kelti. Lakói nem beszélnek, csak egy kis majom, Argax tud felvilágosítással szolgálni, aki elmondja, hogy ezt a helyet a Régi Királyok Városának lehetne nevezni, mivel akik benne élnek, egykor mind Fantázia királyai voltak, vagy azok akartak lenni. Olyan alakok ezek, akik nem találtak vissza a saját világukba: eleinte nem is akartak, most pedig nem is tudnak már – mivel utolsó kívánságukat másra használták fel. Sokan ezernél is több éve vannak itt, de olyanok maradnak, amilyenek voltak; számukra nem változik többé semmi, mert ők maguk sem képesek már megváltoztatni magukat. Kétféle lény akad a városban: azok, akik fokozatosan szórták el emlékeiket, s mikor az utolsót is elvesztették, AURIN sem teljesítette többé a kívánságaikat, és maguktól jöttek ide; valamint akiknek sikerült királlyá lenni, de ekkor egy csapásra elvesztették minden emléküket, s AURIN ugyanúgy nem tudta őket szolgálni. A körülöttük mozgó bolondok egyre ijesztőbbek Barnabás számára. Vannak, akik betűkockákkal játszanak, melyekből a végtelen idők során előbb-utóbb minden történetet kiraknak, még azt is, ami most éppen elhangzik. A fiú szorongva értesül róla, hogy már nem sok kívánsága lehet hátra, és olyanokat kell találnia, ami visszaviszi hazájába. Ezúttal még sikerül kikeverednie a városból. – Egyre csak az Atráskó elleni baklövése jár az eszében, s eltemeti a földbe Kamondát.
Alig maradt ereje kívánni, s akarattal nem is hívhat elő kívánságokat: azok csak legmélyebb mélységeiből törhetnek elő, mint minden szándék, akár jó vagy rossz. Új kívánsága abban áll, hogy befogadja őt egy csoport, akár úgy, mint a legkisebbet, aki magától értetődően részt vesz a közösség életében. A Köd-tenger partjára érkezik. A partján várost talál, melyben hallgatag, csoportokban élő népek élnek; a város neve Iskál, más néven Kosárváros, lakói pedig az iskalióták. Könnyen befogadják Barnabást, aki névtelenségbe burkolózik, bár a többieknek sem számít, hogy külön nevük legyen. A Köd-tengeren való utazáskor senki sem tudja, meddig van úton, és hova érkezik. Átjutni rajta csak a helybéliek saját módszerével lehetséges: a parancsnoki hídon összegyűlnek páran, és lassú, hangtalan mozdulatok és egy egyszerű, lágy dallam mellett megkísérlik képzelőerejüket tökéletesen egyesíteni – ez szolgáltatja a hajtóerőt. Barnabás beáll közéjük, és rádöbben, hogy köztük nincsenek egyének, így mindenki pótolható. Az iskalióták közt harmónia van, de nincs szeretet. A fiú vágyni kezd rá, hogy ne csak úgy szeressék, mint egyet a sok közül, hanem mert éppen olyan, amilyen. Sikerrel partot érnek, s ő elindul az elé táruló rózsaligetben.

### Ujuóla asszony
Xaida eközben rádöbben, hogy a fiú a Régi Királyok Városában járt, s ezzel elveszett számára, akár ottragadt, akár elmenekült onnan, mert többé nem kívánja a hatalmat. Páncélos óriásai nem engedelmeskednek többé neki, tovább menetelnek, keresztül Xaidán, és csak akkor torpannak meg, mikor a varázslónő kilehelte a lelkét; ez a hely azóta is elátkozott hírében áll. – A három lovag, aki hűségesküt tett korábban Barnabásnak, nem akarja feladni uruk keresését, és három különböző irányba indulnak.
Barnabás eközben „A Változ-lakhoz” ér: egy mókás, gömbölyded házhoz, mely állandó, lassú változáson megy keresztül. Egy szép, női hang hívogatja a házba, mely ételt, italt, békét és elfogadást kínál; gazdája élvezetes gyümölcsökkel kényezteti. Amint a fiú nekilát enni, a nő mesélni kezd: a Kislány Királynő halálos beteg volt, de megmentette egy kisfiú, akinek ezért minden kívánsága teljesült; hosszú utat járt be, fokozatosan elvesztette emlékeit, s végül szinte teljesen fantáziabelivé vált, de a Valódi Vágyát még mindig nem ismerte. Ezért kellett eljutnia a Változ-lakba, mely régóta őrá várt, s amely nemcsak maga változik, hanem azt is megváltoztatja, aki benne lakik: ő ugyanis mindig csak más akart lenni, mint aki volt, de nem akarta önmagát megváltoztatni. A nő Ujuóla asszony; a gyümölcsök növekedése az ő boldogságát tükrözik, szomorúságát pedig hervadás jelezné; hervadva és újjáéledve támad újjá és marad fenn generációkon át. A háznak is önálló akarata van: Barnabás újra gyereknek érezheti benne magát, s átadja magát a vendéglátók szerető gondoskodásának. Megtudja, hogy a kívánságok útja, amelyen járt, soha nem egyenes, de az az ő saját útja volt. Csak akkor térhet vissza, ha megtalálja a Forrást, amelyből az Élet Vize fakad – ez Fantázia legtitkosabb helye. Fantázia határán fekszik, mely nem kívül van, hanem belül; innen meríti a királynő is minden hatalmát, de ő maga soha nem juthat el oda. Barnabás ezt már csak az utolsó kívánságával találhatja meg. A fiúban, amint a ház vendégszeretetét élvezi, lassan kialakul az újabb, s egyben az utolsó vágya: hogy ő maga is tudjon szeretni. Erre pedig akkor lesz majd képes, ha ivott az Élet Vizéből, s mikor rajta keresztül visszatér az emberi világba, másoknak is visz belőle magával. Utolsó kívánsága megszületésével utolsó emlékét is elveszti: apját és anyját. Elérkezik az ideje, hogy elhagyja a házat.

### A Betemetett Képek Bányája
Útja Yor tárnódja felé vezet, aki hómezőn, a tökéletes csendben él. A föld alatt, a Betemetett Képek Bányájában az emberi világ elfelejtett álomképeit őrzi – ezekre épül Fantázia fundamentuma. Barnabásnak a mérhetetlen mennyiségű álomkép közül kell megkeresnie egyet, amely a sajátja, mivel csak akkor ihat az Élet Vizéből, ha válaszolni tud kérdésére: kit akar szeretni. Ehhez azonban az utolsót is el kell felejtenie, amije van: önmagát. Barnabás sorra járja a hómezőn kiterített képeket, de egyet sem ismer fel közülük. Megtanulja Yor életét élni: csendben, lassan, elővigyázatosan, s egy napon maga is leereszkedik a bányába. A fénylő kővel, Al’Csahirral könnyebb lett volna válogatnia közülük, így azonban vaksötétben kell végeznie a dolgát, és csak a felszínre hozva nézheti végig a képeket, nem talál-e köztük olyat, amit megismer. Hosszú időn át dolgozik a bányában, s egy napon felfedez egy képet egy fehér köpenyes férfiról, aki gipsz fogsort tart a kezében – apját már nem ismeri fel benne, de mélyen felkavarja a látvány. S ekkor megtapasztalja a rátörő szeretet hullámát, mely feltornyosul benne, mint egy szökőár, és elfelejti az utolsót is, amije volt: a nevét.
Elbúcsúzik Yortól, s ő felhívja a figyelmét, vigyázzon a képre, mert ha ezt elveszíti vagy eltöri, semmije nincs többé Fantáziában. Útközben hirtelen sötét felhőt pillant meg: a salabókokat. Azt követelik tőle, hogy adjon nekik célt, mert így semmi értelme nincs már az életüknek, még játékszabályokat sem ismernek. Magukkal akarják vinni Barnabást, hogy a vezetőjükké tegyék, vagy pedig hogy visszaváltoztassa őket aharárikká – s a bömbölésük közben porrá zúzódik a fiú képe. Két alakot pillant meg a távolban: Atráskót és Fuhurt.

### Az Élet Vize
Barnabás leveszi melléről a jelvényt, és leteszi Atráskó elé a hóba. AURIN ekkor vakító fénnyel felszikrázik, s Barnabás egy kupolacsarnokban találja magát, mely akkora, mint az égbolt, az egymás farkába harapó kígyók pedig ennek közepét fogják közre, mint két óriási városfal. A két kígyó, a fekete és a fehér, kölcsönösen fogva tartja egymást – így elhárul a romlás, amit előidézhetnének –, s közben az Élet Vizét őrzik. Bejutni azonban nem engedik a látogatókat. Nevüket kérdezik, de ezt csak Atráskó és Fuhur tudja. A kígyók nem engedik be emlékezés nélkül Barnabást. Atráskó azonban elmondja, hogy minden emlékét megőrizte helyette, és mint barátja vállalja, hogy helytáll érte. A kígyók Atráskó sebére is rákérdeznek; ő válaszol: mindkettőjüknek igaza volt, és mindketten tévedtek; Barnabás pedig önként vette le az imént AURIN-t. A kígyók végül beengedik őket. Barnabásról útközben minden lépésnél lefoszlik egy csodálatos fantáziabeli adomány, újra a régi, alacsony, kövér, félénk kisfiú lesz; ruhája is eltűnik róla. A tökéletes bizonytalanság állapotában beleugrik a vízbe, s ráébred újból, ki ő és hova tartozik. Eltölti a szeretni tudás öröme, mely élete végéig vele marad. Atráskó nem megy be a vízbe, de felismeri a helyet: itt járt, amikor Nagy Keresésről visszatérve pihenni és felépülni küldték őket. Felismeri Barnabást is olyannak, amilyennek a Varázstükör Kapuban látta. A szemközti kígyófej is megnyílna, de csak akkor engedi át a fiút a saját világába, ha befejezett minden történetet, amelyet Fantáziában elkezdett. Atráskó ezúttal is kisegíti: átveszi tőle a történeteit. Atráskó a sárkánnyal visszatér Fantáziába, majd Barnabás is beugrik a szemközti ajtón, melynek túloldalán a sötétség tátong.
Újból a lomtárban találja magát, takarói között; ruhái még nedvesek az esőtől. Eltökéli magában, hogy visszaviszi a könyvet Korándi úrnak, ám sehol nem találja. Kilencet üt a toronyóra, de tanítás nincsen. A bejárati kaput zárva találja, így egy ablakon keresztül mászik ki; hazarohan apjához, s ő kitörő örömmel fogadja. Kiderül, hogy csak egy napot volt távol, s apja egész nap és egész éjjel kereste. Barnabás beszámol neki mindenről, amit átélt; világossá válik számukra, hogy ettől fogva minden másképp lesz közöttük.
Apja másnap felajánlja neki, hogy ünnepeljék meg együtt a visszatérést, a fiúnak viszont első dolga, hogy elmondja Korándi úrnak: elvesztette a könyvét. Úgy is tesz, de az antikvárius határozottan közli: ilyen könyve soha nem volt. Barnabás neki is elmeséli a történetet. Korándi úr arra jut, hogy a könyv nem az övé, nem a fiúé, de nem is másé, hanem maga is Fantáziából való lehet, és talán épp valaki más tartja a kezében és olvassa. Mint elmondja: vannak, akik soha nem jutnak el Fantáziába, vannak, akiknek sikerül, de ott maradnak, s olyanok is akadnak, akik eljutnak, és vissza is térnek onnan – ők hoznak gyógyulást mindkét világnak. Korándi úr bevallja, hogy ő is járt már Fantáziában, ismeri a királynőt, bár más néven, de nem A Végtelen Történet révén jutott el oda: mert minden igazi történet Végtelen Történet – és a falon sorakozó sok-sok könyvre tekint. Mi több, nem csak könyvek segítségével lehet Fantáziába jutni. A királynővel valóban nem lehet többször találkozni, de a titok abban áll, hogy ha egy utazó új nevet ad neki, akkor viszontláthatja, ahányszor akarja, s ilyenkor minden alkalom az első és egyetlen lesz újra. – Barnabás megígéri neki, hogy újra eljön hozzá, kiszalad apjához, és Korándi úr megjegyzi: ha nem téved, jó néhány embernek fogja még megmutatni az utat Fantáziába, hogy az Élet Vizét elhozzák nekünk. És Korándi úr nem tévedett – de „ez már más történet, és elbeszélésére más alkalommal kerül majd sor”.
|  | Itt a vége a cselekmény részletezésének! |

## Jellemzők
A regény többféleképpen töri át a fikció és a valóság közti falat, és tágítja ki saját határait:
- a regénybeli Fantázia és a regénybeli valóság összekapcsolódik;
- egy ízben konkrét valós személyre utal, aki Fantáziában járt (egy Sexpir vagy hasonló nevű utazó);[3]
- más létező könyvekre és egyéb alkotásokra utal, amelyekből szintén el lehet jutni a regénybeli Fantáziába (XXVI. fejezet).

Feltűnőek a hivatkozások (tizenhárom „elvarratlan szál”) más, még megíratlan történetekre: rövid, utalásszerű kitérők arról, hogy bizonyos szereplők élete hogyan alakult a továbbiakban, hozzátéve: „de ez már más történet, és elbeszélésére más alkalommal kerül majd sor”.

## Feldolgozásai

### Filmek
A könyv első részének filmváltozata 1984-ben jelent meg, Wolfgang Petersen rendezésében. Magyar szinkronnal 1986. december 18-án mutatták be. A színészek Barret Oliver (Barnabás), Noah Hathaway (Atráskó), Tami Stronach (Kislány Királynő), Moses Gunn, Silvia Seidel és mások voltak. A film főcímdala (Giorgio Moroder és Keith Forsey szerzeménye) a Kajagoogoo korábbi énekese, Limahl énekével a sikerlistákra került. A film addig a pontig dolgozza fel a könyvet, amíg Barnabás Fantáziába ér. Endének, a regény szerzőjének saját elmondása szerint a film nagy csalódást okozott.
Ende akarata ellenére a filmet A Végtelen Történet II. és III. követte, amelyeknek csak a címe és néhány szereplője hasonlít az eredeti könyvbeliekre.
- A Végtelen Történet II.-ben (1990, Az új fejezet alcímmel) Fantáziát a Semmi fenyegeti, mely Xaidától, a boszorkánytól ered. Ezt a filmet George T. Miller rendezte, Barnabást pedig Jonathan Brandis játszotta benne. Számos cselekményelemet vett át a könyvből, de alapvetően egy másik történetet beszélt el.
- A Végtelen Történet III.-ban (1994) Barnabás új iskolájában ellopja a könyvet egy diákbanda, és Fantáziát a valós világgal együtt veszélybe sodorják. A harmadik részben Jason James Richter játssza Barnabást, Melody Kay Nicole-t, Barnabás mostohanővérét, Jack Black pedig Slippet, a gonoszok vezérét. A film javarészt a valós világban játszódik, egyik fő helyszíne egy amerikai középiskola. Ennek a filmnek a története – egy-két szereplőt leszámítva – teljesen független a könyvtől.

A könyv két televíziósorozatot is ihletett:
- 1996-ban egy 26 részes német–francia–kanadai rajzfilmet mutattak be. Ez a sorozat Barnabás további kalandjait mutatja be Fantáziában, de a könyvtől alapvetően eltér.
- 2001-ben készült el egy négy részes kanadai tévéfilmsorozat, amelynek eredeti címe „Tales from the Neverending Story” volt. A művészi szabadság jelentős kihasználása ellenére az Atráskót játszó Tyler Hynest Young Artist Award díjra jelölték a „Best Performance in a TV Drama Series – Leading Young Actor” kategóriában. A sorozat jelmezei elnyerték a Gemini-díjat.

### Rádiójáték
1984-ben adott ki a Karussel egy kereken háromórás rádiójátékot. Forgatókönyvét maga Michael Ende dolgozta át a regényéből, így ez a rádiójáték mindegyik filmnél jóval közelebb áll az eredetihez – bár valamelyest rövidítve van, mivel az akkoriban használt magnókazetták időkeretei miatt bizonyos részeket el kellett hagyni.
Három, kazettánként kb. 55 perces részből áll, melyek alcímei a következők:
1. A nagy keresés
2. A Kislány Királynő jelvénye
3. Utazás az Elefántcsonttoronyba

Kétféle CD-változata létezik: az egyike 3 lemezből áll, a másik pedig 2-ből. A 3 CD-s változat a kazettákon lévő változatot tartalmazzák, a 2 CD-s verzió pedig kb. másfél kazetta anyagát öleli fel, melyből a zene egy része, valamint az Utazás az Elefántcsonttoronyba c. rész bevezetőjének bizonyos részei kimaradtak. (A rövidítésekről a német Wikipédia azonos témájú cikke tájékoztat.)

### Balett
„A Végtelen Történet” c. balettet Siegfried Matthus zenéjével 1999-ben mutatták be először Magdeburgban.

### Opera
Siegfried Matthus zeneszerző még személyesen Michael Endétől szerezte meg A Végtelen Történet operára vitelének jogát. Művét először 2004. április 10-én mutatták be Trierben és Weimarban egyidejűleg, és a 2004/2005-ös évadban a linzi Landestheater is játszotta.

### Színdarab
A Harz-hegységben lévő, rübelandi Baumann-barlangban, Németország egyetlen föld alatti színházában mutatták be a regény színpadi változatát 2005. november 26-án. Mario Jantosch, a Harz-hegységbeli Thale hegyi színház rendezője alkalmazta színpadra, Barnabás szerepét pedig Kerstin Dathe alakította.

### További kapcsolódó művek
2003 végén jelentek meg a Droemer-sorozat első kötetei „Die Legenden von Phantásien” címmel, amelyekben német szerzők Michael Ende művét veszik alapul. Az első kötet egy előzmény (prequel), mely elbeszéli, hogyan kerül Korándi úr az antikváriumba, hogy kerül oda a könyv, valamint hogy milyen kalandokat él át ő maga Fantáziában. A további kötetek különálló történetek, melyek Fantáziában játszódnak, és amelyekben sok mindenről szó esik, amelyeket Michael Ende könyvéből ismerünk, és némelyiket jobban ki is bontják.

## Egyebek
Az AURIN elején két kígyó látható, amelyek egymás farkába harapnak. Ezt a mitológiai jelképet számos kultúrában régóta használják; bővebben l. az Uroborosz címszó alatt.
A „Tedd azt, amit akarsz”, a felszólítás, ami a Valódi Vágyra vonatkozik, az Aleister Crowley által alapított Thelema vallás központi hittétele. Hasonló alakban alkalmazza ezt a felszólítást az újpogány wicca vallás is, de ott hozzáfűzik, hogy „ha nem ártasz vele senkinek”.

### A filmkészítés kapcsán
Az első és a második filmet részben a müncheni Bavaria Filmstudiosban forgatták, a harmadik film egyes részeit pedig Potsdam-Babelsbergben. Babelsbergben, valamint a Bavaria Filmstudiosnál a film több kelléke megtekinthető a nyilvánosság számára: Babelsbergben többek közt Fuhur látható, a sárkánynak egy teljesen új megvalósítása. A Bavariában többek közt a sziklaevő, Morla és Fuhurnak az első két filmben felhasznált változata van kiállítva. Fuhurra fel is lehet ülni. A Bluebox-eljárás révén a látogató egy képernyőn láthatja magát repülni ugyanazon táj fölött, ahol Atráskó és Barnabás is repült.
Atráskónak a filmben eredetileg olívzöld bőre lett volna, mint a könyvben, ám néhány próbafelvétel után feladták ezt a tervet, mert nem sikerült hiteles benyomást keltő színárnyalatot elérni.
Michael Ende a filmhez egy kiegészítő jelenetet írt, amelyben Atráskó egy óriással találkozik, aki a Semmi folytán egyre kisebb lesz. Le is forgatták ezt a jelenetet, de végül kivágták a filmből.
A filmben Igramulnak is meg kellett volna jelennie, el is készítették a tervét, de végül a kihagyása mellett döntöttek, mert az akkori technikai eszközökkel a rovarlényt nem tudták volna hitelesen megvalósítani.

## Magyarul
1985 óta tucatnyi kiadásban jelent meg magyarul, Hárs Ernő fordításában.
- A végtelen történet; ford. Hárs Ernő, A-tól Z-ig betűkkel és képekkel díszítette Roswitha Quadflieg; Árkádia, Bp., 1985

## Fordítás
- Ez a szócikk részben vagy egészben  a   Die unendliche Geschichte című német Wikipédia-szócikk ezen változatának fordításán alapul.  Az eredeti cikk szerkesztőit annak laptörténete sorolja fel. Ez a jelzés csupán a megfogalmazás eredetét és a szerzői jogokat jelzi, nem szolgál a cikkben szereplő információk forrásmegjelöléseként.

## Kapcsolódó irodalom
- A Végtelen Történet mint a beavatási szertartás szimbóluma – Gondolatok Michael Ende meseregénye kapcsán (Horváth Adrienne, Xénia Kiadó, 1995. ISBN 963-85170-6-9)
- Olvasó a világok határán (Michael Ende: A Végtelen Történet) – Hemrik Orsolya egyetemi hallgató, Károli Gáspár Református Egyetem (Palimpszeszt, 24. szám, 2005. június)